# Periclimenes imperator
Periclimenes imperator  (лат.) — вид креветок из семейства Palaemonidae, широко распространённый по всей Индо-Тихоокеанской области. Он находится в комменсальных отношениях с морскими голожаберными моллюсками, включая род Hexabranchus. A. J. Bruce первым описал вид в 1967 году на основе восьми образцов, длиной от 4 до 7,6 мм.
Креветки живут в воде на глубине до 45 метров и могут достигать длины 1,9 сантиметра.